# Municipio de Fremont (Dakota del Sur)
El municipio de Fremont (en inglés: Fremont Township) es un municipio ubicado en el condado de Moody en el estado estadounidense de Dakota del Sur. En el año 2010 tenía una población de 274 habitantes y una densidad poblacional de 2,97 personas por km².

## Geografía
El municipio de Fremont se encuentra ubicado en las coordenadas 44°8′41″N 96°49′18″O / 44.14472, -96.82167. Según la Oficina del Censo de los Estados Unidos, el municipio tiene una superficie total de 92.27 km², de la cual 91,08 km² corresponden a tierra firme y (1,29 %) 1,19 km² es agua.

## Demografía
Según el censo de 2010, había 274 personas residiendo en el municipio de Fremont. La densidad de población era de 2,97 hab./km². De los 274 habitantes, el municipio de Fremont estaba compuesto por el 98,91 % blancos, el 0,36 % eran amerindios y el 0,73 % eran de una mezcla de razas. Del total de la población el 0 % eran hispanos o latinos de cualquier raza.